# Myspace Records
Myspace Records var ett indieskivbolag grundat 2005 för artister på Myspace. Det var ett helägt dotterbolag till Myspace och huvudägaren News Corporation, som ett samriskföretag mellan Myspace och Interscope Records.
Distribuering sker genom Universal Music Groups Fontana Distribution, med tillverkning och marknadsföring av Universals Interscope Records.
Myspace Records huvudkvarter låg i Beverly Hills, Kalifornien. VD var en av grundarna till Myspace, Tom Anderson och A&R-chef var Jon Pikus. Direktör var J. Scavo, som tidigare arbetade för Hollywood Records, ett dotterbolag till Disney.
2008 uppmärksammades Myspace Records i och med släppet av Pennywise nionde album, Reason to Believe. Albumet var reklamfinansierat av Textango, varför låtarna var gratis att ladda ned under vissa omständigheter. Under två veckor kunde kunder ladda ner albumet som DRM-fria MP3, om de lade till sponsorn som "vän" på Myspace.
Företaget lades ned i december 2016.

## Artister
- Meiko
- Jordyn Taylor
- Mateo
- Christina Milian[5].
- Mickey Avalon
- Sherwood
- Kate Voegele
- Nico Vega
- Pennywise
- Polysics
- Jeremy Greene

### Tidigare artister
- Hollywood Undead

## Samlingsalbum

### Myspace Records: Volume 1
1. AFI — "Rabbits are Roadkill on Rt. 37"
2. New Year's Day — "Ready, Aim, Misfire"
3. Socratic — "Lunch for the Sky"
4. The Click Five — "Angel to You"
5. Say Anything — "Every Man Has a Molly"
6. Fall Out Boy — "My Heart Will Always Be the B-Side to My Tongue" / "Nobody Puts Baby in the Corner (Akustisk)"
7. Dashboard Confessional — "Hands Down"
8. Waking Ashland — "I Am for You"
9. Weezer — "We Are All on Drugs"
10. Hollywood Undead — "No. 5"
11. Against Me! — "Don't Lose Touch"
12. Tila Tequila — "Straight Up"
13. The All-American Rejects — "Stab My Back"
14. The Summer Obsession — "Melt the Sugar"
15. Plain White T's — "Take Me Away"
16. Copeland — "Pin Your Wings"
17. Jupiter Sunrise — "Arthur Nix"